# 特雷斯多夫湖

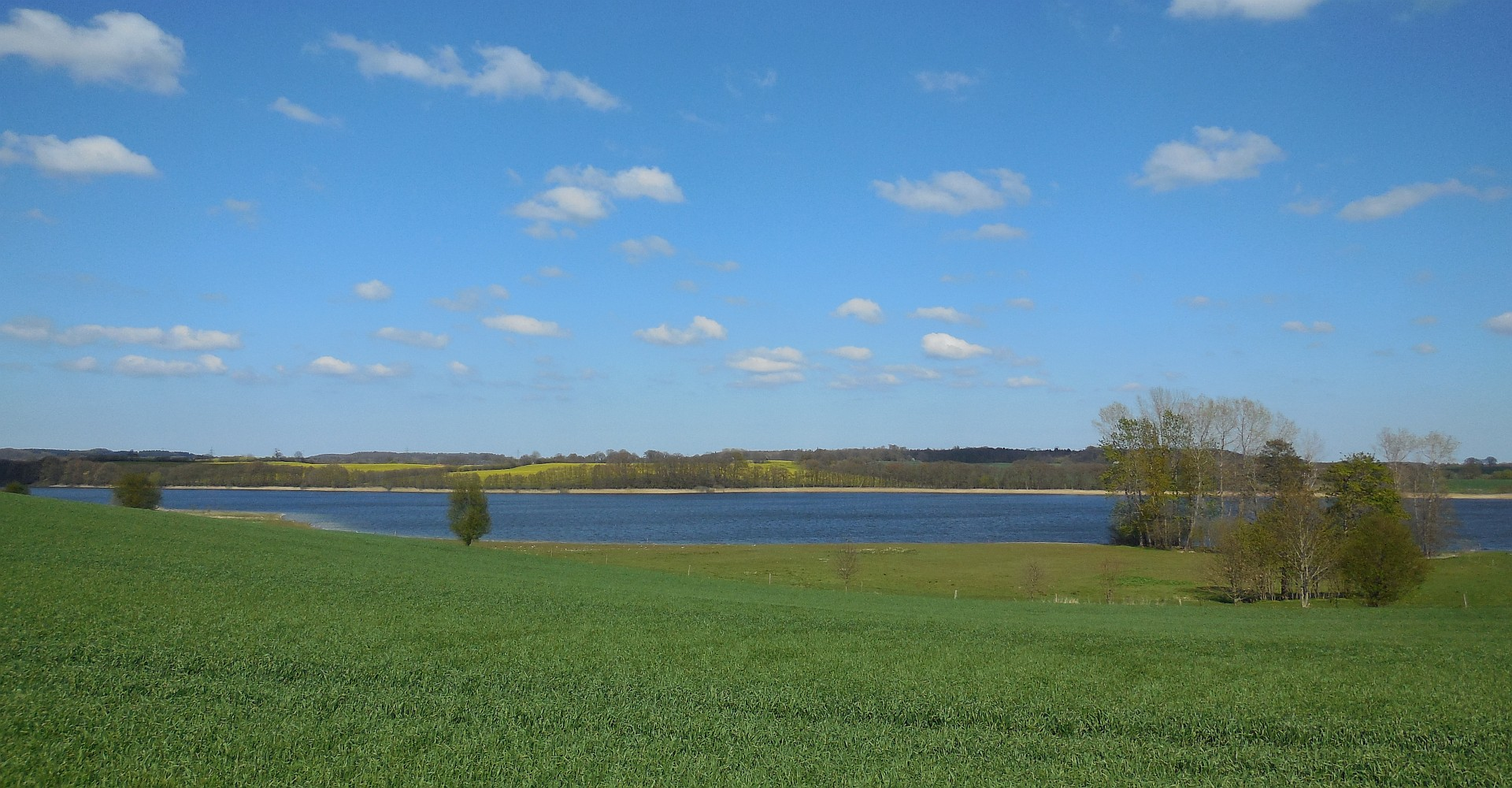

54°13′48″N 10°28′11″E / 54.2299273°N 10.4697927°E
特雷斯多夫湖（德語：Tresdorfer See），是德國的湖泊，位於該國北部石勒蘇益格-荷爾斯泰因州，處於普倫以北，面積1.11平方公里，海拔高度24.9米，平均水深7.7米，最大水深14.7米，水體容量852萬立方米，湖岸線長度6公里。